# Herman Whiton
Herman Frasch Whiton est un skipper américain né le 6 avril 1904 à Cleveland et mort le 6 septembre 1967 à New York.

## Biographie
Herman Whiton est diplômé de l'université de Princeton en 1926.
Il participe aux courses de classe 6 Metre des Jeux olympiques d'été de 1928 à Amsterdam (terminant sixième à bord du Frieda), des Jeux olympiques d'été de 1948 à Londres (où il remporte avec James Smith, Alfred Loomis, Michael Mooney et James Weekes la médaille d'or à bord du Llanoria) et des Jeux olympiques d'été de 1952 à Helsinki (où il remporte avec sa femme Emelyn Whiton, Eric Ridder, Everard Endt, John Morgan et Julian Roosevelt la médaille d'or à bord du Llanoria).